# بنجامين برايس
بنجامين برايس (17 أغسطس 1981 في المملكة المتحدة - )  (بالإنجليزية: Benjamin Price)‏ هو لاعب كريكت بريطاني. لعب مع Cornwall County Cricket Club ‏.